# Alex Grossi
Alex Grossi (22 de novembro de 1976) é um guitarrista americano, melhor conhecido por ser o guitarrista da banda de heavy metal Quiet Riot.

## Biografia

### Infância e adolescência
Alex Grossi nasceu como Alexander Nicholas Lesbines em 22 de novembro de 1976 e cresceu em South Windsor, Connecticut. Quando tinha 17 anos, ele conseguiu um emprego ensinando lições de guitarra na Riccardo's Music Center em Hartford. Enquanto ele morava em Connecticut, ele era guitarrista em sua banda, Wake Up Jack.

## Discography

### Com Angry Salad
- The Guinea Pig EP (1995)
- Bizarre Gardening Accident (1997)
- Angry Salad (1999)

### Com Bang Tango
- Ready to Go (2004)[1]
- Pistol Whipped In The Bible Belt (2011)

### Com Beautiful Creatures
- Deuce (2005)

### Com Hotel Diablo
- Psycho, California (2012)

### Com Ignite
- Our Darkest Days (2006)

### Com Quiet Riot
- Rehab (2006)
- Quiet Riot 10 (2014)

### Com Adler's Appetite
- Alive - Single Release w/ My Appetite For Destruction (2010)
- Stardog - Single Release (2010)
- Fading - Single Release (2010)

### Coletâneas
- It's So Easy: A Millennium Tribute to Guns N' Roses' (2006)
- Too Fast For Love: A Millennium Tribute to Mötley Crüe (2007)
- Whole Lotta Love: An All-Star Tribute to Fat Chicks (2010)

### DVDs
- VH1 Metal Mania Stripped on The Strip: Volume 1 (2006)
- Getting Started with Rock Drumming featuring Steven Adler (2009)
- Sons of Anarchy primeira temporada  (2009)